# Робиния новомексиканская
Робиния новомексиканская (лат. Robinia neomexicana) — вид кустарников из рода Робиния (Robinia) семейства Бобовые (Fabaceae).

## Распространение и экология
В природе ареал вида охватывает Северную Америку — штаты Колорадо, Техас, Нью-Мексико, Калифорния, Аризона, Невада и Юта.

## Ботаническое описание
Кустарник высотой до 2 м. Побеги с шиловидными колючками, серовато опушённые, так же как и стержни листьев.
Листья из 9—15 листочков; листочки эллиптические или ланцетно-эллиптические, длиной 1—4 см, заострённые или с коротким острием, с обеих сторон мелкощетинистые.
Цветки бледно-розовые или беловатые, длиной до 2,5 см, в кистях с опушенными и железисто-щетинистыми осями.
Бобы негусто волосистые, не железистые, сетчатые.

## Значение и применение
В культуре с 1921 года, значительно реже робинии пышной (Robinia luxurians (Dieck) С.К.Schneid.), с которым нередко смешивается.

## Классификация

### Представители
В рамках вида выделяют ряд разновидностей:
- Robinia neomexicana var. neomexicana
- Robinia neomexicana var. rusbyi (Woot. & Standl.) Martin & Hutchins ex Peabody

- [syn.  Robinia rusbyi Wooton & Standl.]

### Таксономия
Вид Робиния новомексиканская входит в трибу Robinieae рода Робиния (Robinia) подсемейства Мотыльковые (Faboideae) семейства Бобовые (Fabaceae) порядка Бобовоцветные (Fabales).
|  |                                      |  |                                                             |                                                             |                   |  | ещё 3 семейства (согласно Системе APG II) | ещё 3 семейства (согласно Системе APG II)    |                                              |  |  |  | ещё около 470 родов | ещё около 470 родов          |  |  |
|  |                                      |  |                                                             |                                                             |                   |  | ещё 3 семейства (согласно Системе APG II) | ещё 3 семейства (согласно Системе APG II)    |                                              |  |  |  | ещё около 470 родов | ещё около 470 родов          |  |  |
|  |                                      |  |                                                             | порядок Бобовоцветные                                       |                   |  |                                           |                                              | подсемейство Мотыльковые                     |  |  |  |                     | вид Робиния новомексиканская |  |  |
|  |                                      |  |                                                             | порядок Бобовоцветные                                       |                   |  |                                           |                                              | подсемейство Мотыльковые                     |  |  |  |                     | вид Робиния новомексиканская |  |  |
|  | отдел Цветковые, или Покрытосеменные |  |                                                             |                                                             | семейство Бобовые |  |                                           |                                              | род Робиния                                  |  |  |  |                     |                              |  |  |
|  | отдел Цветковые, или Покрытосеменные |  |                                                             |                                                             |                   |  |                                           |                                              |                                              |  |  |  |                     |                              |  |  |
|  |                                      |  | ещё 44 порядка цветковых растений (согласно Системе APG II) | ещё 44 порядка цветковых растений (согласно Системе APG II) |                   |  |                                           | ещё 2 подсемейства (согласно Системе APG II) | ещё 2 подсемейства (согласно Системе APG II) |  |  |  | ещё около 20 видов  |                              |  |  |
|  |                                      |  |                                                             | ещё 44 порядка цветковых растений (согласно Системе APG II) |                   |  |                                           |                                              | ещё 2 подсемейства (согласно Системе APG II) |  |  |  |                     |                              |  |  |